# Eerste klasse 1986-87 (voetbal België)
Het seizoen 1986/87 van de Belgische Eerste klasse ging van start in de zomer van 1986 en eindigde in de lente van 1987. RSC Anderlecht werd voor de derde maal op rij landskampioen. Het was de twintigste landstitel voor de club.

## Gepromoveerde teams
Deze teams waren gepromoveerd uit de Tweede klasse voor de start van het seizoen:
- K. Berchem Sport (kampioen in Tweede)
- Racing Jet de Bruxelles (eindrondewinnaar)

## Degraderende teams
Deze teams degradeerden naar Tweede klasse op het eind van het seizoen:
- RFC Sérésien
- K. Berchem Sport

## Titelstrijd
RSC Anderlecht werd landskampioen met een voorsprong van twee punten op de eerste achtervolger KV Mechelen. De andere ploegen volgden een ruime achterstand van tien punten of meer.

## Europese strijd
Anderlecht was als landskampioen geplaatst voor de Europacup voor Landskampioenen van het volgend seizoen. Als bekerwinnaar plaatste KV Mechelen zich voor de Europese Beker voor Bekerwinnaars. KV Mechelen zou deze Europese campagne het volgende seizoen trouwens succesvol afronden met de Europese beker. Club Brugge, KSC Lokeren en SK Beveren plaatsten zich voor UEFA Cup.

## Degradatiestrijd
Het pas gepromoveerde K. Berchem Sport eindigde afgetekend als allerlaatste en degradeerde meteen weer. Ook RFC Sérésien moest als voorlaatste zakken.

## Eindstand
|         |    |                         | P  | W  | G  | V  | +  | -  | DS  | Ptn |
| ------- | -- | ----------------------- | -- | -- | -- | -- | -- | -- | --- | --- |
| K       | 1  | RSC Anderlecht          | 34 | 25 | 7  | 2  | 82 | 25 | 57  | 57  |
| (beker) | 2  | KV Mechelen             | 34 | 24 | 7  | 3  | 57 | 18 | 39  | 55  |
| (UEFA)  | 3  | Club Brugge KV          | 34 | 19 | 7  | 8  | 70 | 34 | 36  | 45  |
| (UEFA)  | 4  | KSC Lokeren             | 34 | 18 | 8  | 8  | 59 | 41 | 18  | 44  |
| (UEFA)  | 5  | KSK Beveren             | 34 | 15 | 14 | 5  | 44 | 24 | 20  | 44  |
|         | 6  | RFC Liégeois            | 34 | 14 | 10 | 10 | 44 | 38 | 6   | 38  |
|         | 7  | R. Charleroi SC         | 34 | 13 | 9  | 12 | 49 | 52 | −3  | 35  |
|         | 8  | KSV Waregem             | 34 | 13 | 8  | 13 | 45 | 43 | 2   | 34  |
|         | 9  | K. Beerschot VAV        | 34 | 11 | 11 | 12 | 35 | 39 | −4  | 36  |
|         | 10 | R. Standard de Liège    | 34 | 10 | 11 | 13 | 40 | 38 | 2   | 31  |
|         | 11 | KSV Cercle Brugge       | 34 | 9  | 12 | 13 | 37 | 40 | −3  | 30  |
|         | 12 | Racing Jet de Bruxelles | 34 | 9  | 12 | 13 | 34 | 47 | −13 | 30  |
|         | 13 | RWD Molenbeek           | 34 | 8  | 12 | 14 | 37 | 53 | −16 | 28  |
|         | 14 | R. Antwerp FC           | 34 | 8  | 10 | 16 | 43 | 49 | −6  | 26  |
|         | 15 | KV Kortrijk             | 34 | 8  | 8  | 18 | 37 | 52 | −15 | 24  |
|         | 16 | KAA Gent                | 34 | 7  | 9  | 18 | 25 | 50 | −25 | 23  |
| D       | 17 | RFC Sérésien            | 34 | 5  | 10 | 19 | 30 | 63 | −33 | 20  |
| D       | 18 | K. Berchem Sport        | 34 | 4  | 7  | 23 | 20 | 82 | −62 | 15  |

P: wedstrijden gespeeld, W: wedstrijden gewonnen, G: gelijke spelen, V: wedstrijden verloren, +: gescoorde doelpunten, -: doelpunten tegen, DS: doelsaldo, Ptn: totaal punten
K: kampioen, D: degradeert, (beker): bekerwinnaar, (UEFA): geplaatst voor UEFA-beker

## Topscorers
De IJslander Arnór Guðjohnsen van werd topschutter met 19 doelpunten.
1895/96 · 1896/97 · 1897/98 · 1898/99 · 1899/00 · 1900/01 · 1901/02 · 1902/03 · 1903/04 · 1904/05 · 1905/06 · 1906/07 · 1907/08 · 1908/09 · 1909/10 · 1910/11 · 1911/12 · 1912/13 · 1913/14 · 1914/15 · 1915/16 · 1916/17 · 1917/18 · 1918/19 · 
1919/20 · 1920/21 · 1921/22 · 1922/23 · 1923/24 · 1924/25 · 1925/26 · 1926/27 · 1927/28 · 1928/29 · 1929/30 · 1930/31 · 1931/32 · 1932/33 · 1933/34 · 1934/35 · 1935/36 · 1936/37 · 1937/38 · 1938/39 · 1939/40 · 1940/41 · 1941/42 · 1942/43 · 1943/44 · 1944/45 · 1945/46 · 1946/47 · 1947/48 · 1948/49 · 1949/50 · 1950/51 · 1951/52 · 1952/53 · 1953/54 · 1954/55 · 1955/56 · 1956/57 · 1957/58 · 1958/59 · 1959/60 · 1960/61 · 1961/62 · 1962/63 · 1963/64 · 1964/65 · 1965/66 · 1966/67 · 1967/68 · 1968/69 · 1969/70 · 1970/71 · 1971/72 · 1972/73 · 1973/74 · 1974/75 · 1975/76 · 1976/77 · 1977/78 · 1978/79 · 1979/80 · 1980/81 · 1981/82 · 1982/83 · 1983/84 · 1984/85 · 1985/86 · 1986/87 · 1987/88 · 1988/89 · 1989/90 · 1990/91 · 1991/92 · 1992/93 · 1993/94 · 1994/95 · 1995/96 · 1996/97 · 1997/98 · 1998/99 · 1999/00 · 2000/01 · 2001/02 · 2002/03 · 2003/04 · 2004/05 · 2005/06 · 2006/07 · 2007/08 · 2008/09 · 2009/10 · 2010/11 · 2011/12 · 2012/13 · 2013/14 · 2014/15 · 2015/16 · 2016/17 · 2017/18 · 2018/19 · 2019/20 · 2020/21· 2021/22 · 2022/23 · 2023/24 · 2024/25